# Вилађо дел Пино-Ле Ђинестре
Вилађо дел Пино-Ле Ђинестре је насеље у Италији у округу Катанија, региону Сицилија.
Према процени из 2011. у насељу је живело 1980 становника. Насеље се налази на надморској висини од 546 м.